# داني سوليفان
داني سوليفان (بالإنجليزية: Danny Sullivan)‏ (و. 1950  م) هو سائق فورمولا 1، وسائق سيارة سباق، من الولايات المتحدة، ولد في لويفيل، كنتاكي، شارك في لو مان 24 ساعة.

## وصلات خارجية
- داني سوليفان على موقع Racing-Reference.info (الإنجليزية)
- داني سوليفان على موقع DriverDB.com (الإنجليزية)

- داني سوليفان على موقع IMDb (الإنجليزية)
- داني سوليفان على موقع إن إن دي بي (الإنجليزية)
- داني سوليفان على موقع قاعدة بيانات الفيلم (الإنجليزية)